# Paul-Émile Victor
Paul-Émile Victor (født 28. juni 1907, død 7. marts 1995) var en fransk etnolog, polarforsker og opdagelsesrejsende. Han blev født i Geneve i Schweiz og fuldendte sin uddannelse fra École centrale de Lyon i 1928.
I perioden 1948-1953 foretog Paul-Émile Victor en række polarekspeditioner ind til indlandsisen med det formål at foretage observationer, der skulle klarlægge om og i hvilken grad, indlandsisen bevægede sig. Man placerede radiosonder i isen og kunne så på den måde aflæse eventuelle bevægelser. Endvidere skulle ekspeditionen skaffe sig profiler af indlandsisens overflade, måle temperaturer, densitet og lagdeling i de dybere lag af isen. Ekspeditionen havde derudover en række andre glaciologiske og geologiske formål.
For at fragte ekspeditionens udstyr ind til indlandsisen, havde Paul-Émile Victor anskaffet 7 bæltedrevne køretøjer fra den amerikanske hærs overskudslagre (Weasel M29C). Sporene fra disse køretøjer kan stadig ses og følges hele vejen ind til det sted, hvor ekspeditionen måtte konstruere et hejsesystem til at fragte køretøjer og udstyr op ad en fjeldside og ind på isen. Ved isranden ses stadig rester af de slæder som skulle trækkes efter bæltekøretøjerne, samt hejsesystemet og andet der viser at her har været mennesker.
I alt medbragte ekspeditionen 90 tons udstyr. Der var 40 mand beskæftiget med at læsse det norske fragtskib Force, og hele aflæsningen forløb succesfuldt, dog med en enkelt undtagelse. En bølge fra den nærliggende Eqip Sermia Gletcher, fik en pram til at kæntre og i den forbindelse gik en af ekspeditionens 7 Weasels tabt.
Hytten ved Eqi blev brugt som hovedkvarter. Den østlige ende blev brugt til overnatning, mens det midterste rum fungerede som køkken. Det sidste værelse var opholdsrum og man kan stadig se nogle af ekspeditionens efterladenskaber på hylderne i rummet.